# Tipula kirbyana
Tipula kirbyana är en tvåvingeart som beskrevs av Alexander 1918. Tipula kirbyana ingår i släktet Tipula och familjen storharkrankar. Inga underarter finns listade i Catalogue of Life.